# Arthur De Greef (tennis)
Pour les articles homonymes, voir Arthur De Greef et Greef.
Arthur De Greef, né le 27 mars 1992 à Uccle, est un joueur de tennis belge, professionnel depuis 2009.

## Carrière
Arthur De Greef est principalement actif dans les tournois Futures et Challenger. Sur le premier circuit, il possède dix titres en simple et trois en double. Il remporte son premier tournoi Challenger en 2016 à Liberec en battant en finale son compatriote Steve Darcis.
Il participe à son premier tournoi du circuit ATP en 2015 lors du Grand-Prix Hassan II. Il y défait la tête de série no 8 Diego Schwartzman au premier tour (4-6, 7-5, 6-4), avant de céder face à Aljaž Bedene en deux sets.
Lors du premier tour de la Coupe Davis 2017, il est sélectionné dans l'équipe belge qui rencontre l'Allemagne. Il perd son match en simple contre Alexander Zverev. La Belgique s'impose toutefois 4 à 1.
En février 2017, il se qualifie pour le tableau final du tournoi ATP 500 de Rio de Janeiro et y bat au premier tour le tenant du titre et 30e mondial Pablo Cuevas (6-3, 3-6, 7-5), avant de s'incliner face à Nicolás Kicker.
En mai 2017, il parvient à se qualifier pour la première fois pour le tableau final d'un tournoi du Grand Chelem, à Roland-Garros.
En mai 2018, il remporte un second titre Challenger à Ostrava.
En 2021, après avoir joué son dernier match lors des qualifications de l'Open d'Australie, il met un terme à sa carrière et devient l'entraîneur d'Ysaline Bonaventure.
Le 10 novembre 2023, l'ITF a confirmé avoir suspendu plusieurs joueurs belges. Ces joueurs sont suspectés d'avoir participé à des matches truqués organisés par une bande belgo-arménienne.
Arthur De Greef est suspendu pour une durée de 3 ans et 9 mois, soit jusqu’au 26 février 2025. Il devra aussi s’acquitter d’une amende de 45.000 dollars, dont 31.500 avec sursis.

## Palmarès en tournois Challenger

### En simple
| Résultat  | Date       | Tournoi                                   | Prize Money | Adversaire en finale | Score         |
| --------- | ---------- | ----------------------------------------- | ----------- | -------------------- | ------------- |
| Finaliste | 11/01/2016 | Racket Club Open, Buenos Aires            | 50 000 $    | Facundo Bagnis       | 6-3, 6-2      |
| Finaliste | 04/04/2016 | Tennis Napoli Capri Watch Cup, Naples     | 42 500 €    | Jozef Kovalík        | 6-3, 6-2      |
| Victoire  | 01/08/2016 | Svijany Open, Liberec                     | 42 500 €    | Steve Darcis         | 7-64, 6-3     |
| Finaliste | 31/10/2016 | Challenger Ciudad de Guayaquil, Guayaquil | 50 000 $    | Nicolás Kicker       | 6-3, 6-2      |
| Victoire  | 30/04/2018 | Prosperita Open, Ostrava                  | 64 000 €    | Nino Serdarušić      | 4-6, 6-4, 6-2 |
| Finaliste | 18/06/2018 | Poprad-Tatry Challenger, Poprad           | 64 000 €    | Jozef Kovalík        | 6-4, 6-0      |
| Finaliste | 13/05/2019 | Heilbronner Neckarcup, Heilbronn          | 92 040 €    | Filip Krajinović     | 6-3, 6-1      |

## Parcours dans les tournois duGrand Chelem

### En simple
| Année | Open d'Australie | Open d'Australie | Internationaux de France | Internationaux de France | Wimbledon | Wimbledon | US Open | US Open |
| ----- | ---------------- | ---------------- | ------------------------ | ------------------------ | --------- | --------- | ------- | ------- |
| 2017  | —                | —                | 1er tour (1/64)          | Richard Gasquet          | —         | —         | —       | —       |

N.B. : à droite du résultat se trouve le nom de l'ultime adversaire.

### En double
N'a jamais participé à un tableau final.

## Parcours enCoupe Davis
| #                                                             | Date          | Lieu      | Surface      | Gagnant(s)                 | Perdant(s)                      | Score         |          |
|                                                               |               |           |              |                            |                                 |               |          |
| 2017 - 1er tour (groupe mondial) - Allemagne - Belgique 1:4   |               |           |              |                            |                                 |               |          |
| 1                                                             | 3-5/02/2017   | Francfort | Dur (int.)   | Alexander Zverev           | Arthur De Greef                 | 6-3, 6-3, 6-4 | Parcours |
|                                                               |               |           |              |                            |                                 |               |          |
| 2017 - 1/2 finale (groupe mondial) - Belgique - Australie 3:2 |               |           |              |                            |                                 |               |          |
| 2                                                             | 15-17/09/2017 | Bruxelles | Terre (int.) | John Peers Jordan Thompson | Ruben Bemelmans Arthur De Greef | 6-3, 6-4, 6-0 | Parcours |

## Classement ATP en fin de saison
| Année          | 2009 | 2010 | 2011 | 2012 | 2013 | 2014 | 2015 | 2016 | 2017 | 2018 |
| Rang en simple | 838  | 930  | 551  | 317  | 326  | 240  | 264  | 135  | 178  | 219  |

Source : (en) Classements de Arthur De Greef sur le site officiel de la Fédération internationale de tennis